# Warkalania
Warkalania carinaminor ist eine ausgestorbene Schildkröte der Familie Meiolaniidae. Sie lebte im Oligozän und im frühen Miozän in Australien. Zu ihren nächsten Verwandten gehören Meiolania, Ninjemys, Niolamia und Crossochelys. 

## Beschreibung
Warkalania war wie alle anderen Mitglieder ihrer Familie gut geschützt, denn am Kopf und am Schwanz befanden sich dornartige Fortsätze. Bei dieser Schildkröte waren diese jedoch eher kürzer und kleiner. Trotzdem konnte sie den Kopf wegen der Hörner und Stacheln nicht einziehen. Mit einer Körperlänge von etwa einem Meter gehörte Warkalania zu den kleineren Vertretern ihrer Familie.

## Lebensweise
Warkalania war ein harmloser Pflanzenfresser und rupfte mit ihrem zahnlosen Schnabel Gräser und Blätter ab. Vielleicht grasten sie wie die Galápagos-Riesenschildkröte in losen, nicht zusammenhängenden Gruppen.
Wie alle Schildkröten legte vermutlich Warkalania Eier. Trotzdem wurden bisher noch keine Eier von dieser Schildkröte gefunden. 

## Etymologie
Das Artepitheton besteht aus den beiden lateinischen Wörtern 'carina' und 'minor' und bedeutet daher 'Kleines Horn'.